# Coreldraw Graphics suite
Coreldraw Graphics suite är ett paket bestående avbland annat grafikprogrammen Coreldraw (illustration, dtp), Photo-paint (bildbehandling) och Corel Powertrace (konvertering av pixeluppbyggda bilder till vektorer). Paketet utvecklas av Corel Corporation.